# Xenosiphon branchiatus
Xenosiphon branchiatus är en stjärnmaskart som först beskrevs av W. Fischer 1895.  Xenosiphon branchiatus ingår i släktet Xenosiphon och familjen Sipunculidae. Inga underarter finns listade i Catalogue of Life.